# Гостнер, Антон
Антон Гостнер (нем. Anton Gostner; 5 июня 1923, Брессаноне — 7 января 1962, Больцано) — австрийский националист, член Комитета освобождения Южного Тироля.

## Биография
С ранних лет состоял в националистическом движении, вступил в Комитет освобождения Южного Тироля после его образования. Отец пятерых детей.
Участвовал в организации подрыва опор линий электропередачи в 1961 году, после чего был арестован итальянской полицией. Содержался в казармах местечек Брессаноне и Аппьяно-сулла-Страда-дель-Вино под арестом. В тюрьмах подвергался массовым побоям со стороны карабинеров: с целью устрашения под его головой постоянно ставили банку с кислотой, а последствия осложнялись тем, что у Гостнера были заболевания сердечно-сосудистой системы.
7 января 1962 Гостнер умер от сердечного приступа, вызванного многочисленными травмами. Тюремным врачам было отказано в просьбе госпитализировать Гостнера, а вскрытие состоялось только спустя три дня. Никто из карабинеров не был осуждён.
В Южном Тироле Антон Гостнер считается национальным героем, восставшим против насильственной итальянизации региона. Через неделю после его смерти в Больцано и Тренто заключённые объявили голодовку, требуя созвать международную комиссию по расследованию; их поддержали депутаты. Однако власти отказались выполнять требования депутатов Южного Тироля , а чтобы предотвратить возможные массовые протесты, перевели голодавших в тюрьмы Вероны и Виченцы.